# 鹿瀬ハジメ
鹿瀬 ハジメ（しかせ ハジメ、9月1日 - ）は、日本の男性ナレーター、声優。有限会社 ワイワイワイ所属。身長 163cm。血液型 A型。

## 略歴
兵庫県出身。
2009年2月12日に開催された「《勝手に!》大阪ナレーター・アワード2009」では、「ナレーターを応援する録音屋さん有志一同」から奨励賞が贈られた（受賞者はキャラ (芸能プロダクション)所属のかわたそのこ、中村郁、ビー・グラッド所属の内海同仁と鹿瀬の計4人）。

## 出演作品

### ナレーション

#### CM
- 小林製薬「アットノン」「アイボンAL」「消臭元 香るStick」
- H.I.S.
- 大森屋
- 任天堂
- 伯方塩業「伯方の塩」
- アート引越センター
- 阿含の星まつり
- ZAQ
- トンボ「トンボ学生服」
- JR西日本
- 近畿日本鉄道(志摩スペイン村)
- 日本ナットウキナーゼ協会(2014年)[3]
- わかさ生活「ブルーベリーアイ」(2015年)
- 兵庫ダイハツ（2016年、サンテレビ）

他多数

#### 番組
- 情報ライブ ミヤネ屋（2011年4月 - 、讀賣テレビ放送）※金曜日担当
- DRESS (テレビ番組)（2009年4月 - 2013年3月、MBSテレビ）
- 新天地への誓い（MBSテレビ）
- 世間の裏側のぞき見バラエティ ウラマヨ!（2010年4月10日 - 、関西テレビ放送）
- ヨルスパ!（関西テレビ放送）
  - 「謎のコント出版社 芸能（秘）パパラっちゃん! 」（2012年8月26日）
  - 「推理対戦バラエティ DARE?」（2014年3月23日）
- セキララ☆新発見 ものしりティーチャー（2013年10月21日 - 2014年3月10日、関西テレビ放送）
- 演出家プリズム（TAKARAZUKA SKY STAGE）
- 関西スポーツ王国（K-CAT、Eo光テレビ）
- 知ろう!ふれよう!エネルギー（4）岐阜県瑞浪市（サイエンスチャンネル）[4]
- あさチャン! with タイガース[5]（2015年3月30日 - 、MBSテレビ）
- GAORA SPORTS番組案内

他多数

#### ビデオパッケージ
- パナソニック
- 近畿大阪銀行
- PHP
- セネファ「せんねん灸」
- 阿含宗
- 龍谷大学
- ニセコゴルフ

他多数

### ゲーム
2004年
- THE RUMBLE FISH（アラン［Aran］）※PS2・アーケード

2005年
- THE RUMBLE FISH 2（アラン［Aran］）※アーケード

2016年
- THE KING OF FIGHTERS XIV（タン・フー・ルー[6]）

### 吹き替え
2016年
- レジェンド 狂気の美学（ニッパー・リード〈クリストファー・エクルストン〉）

### ラジオドラマ（オーディオドラマ）
- 青春アドベンチャー（NHK-FM放送）
  - 『G戦場ヘヴンズドア』(大阪局制作)〈原作：日本橋ヨヲコ、脚色：吉村奈央子〉（2005年3月28日〜4月1日・4月4日〜8日） -　稲葉誠 役
  - 『僕たちの戦争』(大阪局制作)〈原作：荻原浩、脚色：オカモト國ヒコ〉（2007年1月29日〜2月2日・2月5日〜9日） -　橋口 役

- ドラマの風（MBSラジオ）
  - 「大ダコ、襲来」〈脚本：渡邊重昭〉（2006年4月23日） -　警官ジョン 役[7]
  - 「荒野の決着」〈作者：巧実〉 -　山賊 役[8]

- ラジマニアWEST（インターネット）
  - 第6回放送「タイムマシン」〈原作・脚本：上田柚茶〉 -　三上修司(刑事) 役[9]
  - 第7回放送[10]
    - 「結婚式」〈原作・脚本：弘中もも〉 -　先生 役
    - 「禁断の結婚式」〈原作・脚本：上田柚茶〉 -　マイケル・田中 役

他多数

### 公演
- 超特急演劇集団Pinecone　Vol.6　"THE CLASSICS"「夏の夜の夢〜ア ミッドサマー ナイツ ドリーム〜」（2008年11月15日・16日） -　フィロストレイト/パック 役[11]
- コミックリーディングライブ「マンガタリLIVE 増刊号」（2012年2月5日、会場：音太小屋）[12]
- シアターセブン 第1回「サブカル劇場 サウンドドラマ3D」（2012年11月14日）[13]

### その他
- 歴史秘話ヒストリア（NHK総合テレビジョン）※声のみ
- 青山ワンセグ開発「事なかれ戦隊ブナンジャー」（NHK Eテレ）※アニメ
- ザ・ランブルフィッシュ オリジナル・サウンドトラック[14]
- 人権啓発ビデオ「あした・きらりん」※アニメ[15]
- アーキヤマデ株式会社『屋上防水システム「リベットルーフ」施工案内ムービー』[16]
- アニメ・マンガの日本語[17]